# Institut Claudius-Regaud
Pour les articles homonymes, voir Regaud.
L'Oncopole Claudius-Regaud (OCR) anciennement Institut Claudius Regaud est le centre de lutte contre le cancer de Toulouse. Depuis 2014, il est installé à l'Institut universitaire du cancer de Toulouse Oncopole, l’hôpital de l'Oncopole de Toulouse, avec des services d'oncologie du CHU de Toulouse.
Établissement de santé privé d’intérêt collectif, l'ICR a pour mission le soin, la recherche et l’enseignement dans le domaine de la cancérologie. Il est habilité à recevoir des dons et legs.

## Géographie
Situé sur le site de l'explosion de l'usine AZF de 2001, devenu site de l'oncopole, au sud de Toulouse entre la route d'Espagne et la Garonne.

### Accès
Accès avec les transports en commun de Toulouse, Tisséo lignes L5, 3111352117. Il est aussi accessible par le téléphérique de Toulouse Téléo à la station Oncopole - Lise Enjalbert.
La Gare de Gallieni-Cancéropôle est située à quelques centaines de mètres du site.

## Histoire
Enregistrée à l'INSEE le 01-01-1900,, l’Institut Claudius-Regaud a été fondé en 1923 par le Pr Théodore Marie et fait partie du groupe UNICANCER qui réunit les 20 centres de luttes contre le cancer et leur fédération (Fédération française des centres de lutte contre le cancer). L'institut regroupe toutes les compétences et les moyens techniques les plus innovants pour lutter contre le cancer. Il emploie 800 professionnels : des médecins-chercheurs, des personnels soignants et administratifs.
L'ancien centre Claudius Regaud de l’hôpital de la Grave est transféré en 2014 dans l'Institut universitaire du cancer de Toulouse Oncopole, l’hôpital de l'Oncopole de Toulouse.
28 juin 2016, inaugurations du buste de Claudius Regaud par Madeleine Tezenas, offert par l’association Les Amis de l’Institut Claudius Régaud et de l’Oncopole.

## Soins
L’activité principale de l’OCR est le soin. Il dispose de l’ensemble des disciplines qui concourent au diagnostic, aux traitements et au suivi des pathologies cancéreuses. La pluridisciplinarité dans la prise en charge des patients constitue une caractéristique fondamentale de son organisation. Un plan thérapeutique personnalisé proposé à chaque patient est le résultat d’une concertation entre différents spécialistes placés sous la responsabilité d’un médecin référent. L’institut est doté de plateaux médico-techniques de pointe, comprenant notamment un appareil de tomothérapie, deux accélérateurs équipés de l'arcthérapie volumique dynamique et un Tep-Scan.
La prise en charge à l’Oncopole Claudius-Regaud inclut une gamme de soins de support : l’algologie, la socioesthétique, la psychologie, le service social, la prise en charge nutritionnelle, l’orthophonie, la sophrologie et la kinésithérapie. Ces soins sont proposés en complément des traitements principaux afin de garantir une meilleure qualité de vie.

## Recherche
L’Oncopole Claudius-Regaud accueille des équipes de recherche fondamentale associée à l’INSERM et au CNRS au sein de trois laboratoires : EA 4553, l’UMR U1037 (Centre de recherche en cancérologie de Toulouse) et l'UMR U1027. Leurs travaux portent sur les mécanismes fondamentaux de l’oncogénèse, l’hormonothérapie du cancer du sein, l’épidémiologie, la radiophysique, la radiothérapie, la pharmacologie et l’évaluation clinique de thérapeutiques innovantes et à la pharmacologie.
Une unité de recherche clinique supervise une unité d’hospitalisation spécifique où se déroulent les essais thérapeutiques.

## Enseignement et la formation
En partenariat avec l’université Paul-Sabatier, l’institut prépare les étudiants aux diplômes de cancérologie et forme les jeunes chercheurs dans le cadre d’études doctorales.
Centre agréé de formation pour les professionnels de santé, l’Institut Claudius-Regaud accueille chaque année des médecins, physiciens médicaux et des paramédicaux dans le cadre de la formation continue en cancérologie.

## L'Institut universitaire du cancer de Toulouse Oncopole
Depuis mai 2014, l’Institut Claudius-Regaud est installé à l'Institut universitaire du cancer de Toulouse Oncopole, le pôle hospitalier de l'Oncopole de Toulouse. L'IUCT Oncopole est composé de l'Oncopole Claudius Regaud et de certains services d'oncologie du CHU de Toulouse, soit 1400 professionnels en cancérologie. Les partenaires de l’ICR dans ce projet : le centre hospitalier universitaire (CHU) de Toulouse, les cliniques privées et le secteur médical libéral, l’Établissement français du sang, le réseau régional de cancérologie ONCOMIP, l’université Paul-Sabatier et les centres hospitaliers généraux. L’ensemble des partenaires a accès aux plateformes diagnostiques et thérapeutiques de la structure. L'Institut universitaire du cancer de Toulouse Oncopole affiche l’ambition d’être une structure de soins d’envergure internationale largement tournée vers la recherche et l’innovation au bénéfice des patients.
L'IUCT Oncopole dispose de 17 départements médico-techniques : accueil-consultations, chirurgie, hématologie et médecine interne, oncologie médicale, soins de support, médecine nucléaire et curiethérapie, anatomopathologie, imagerie médicale, pharmacie, radiothérapie, oncogénétique, anesthésie, physique médicale, soins continus et réanimation, laboratoire de biologie médicale oncologique, laboratoire d'onco-hématologie et centre de ressources biologiques.

## Chiffres-clés

### 2023
- Personnels : 2 036 professionnels
- Activité :

14 000 nouveaux patients par an d
35 200 consultations réalisées
41 903 séances de radiothérapie
- Recherche :

730 publications scientifiques

### 2021
- 2 052 collaborateurs sur site[13].

#### Soin
- 732 soignants dont 183 médecins.

58 442 séances de radiothérapie
120 250 chimiothérapie

#### Enseignement
- 225 internes, 67 doctorants

#### Patients
36 880 patients suivis
10 963 hospitalisations

## Partenaires
- les centres de lutte contre le cancer nationaux et internationaux
- le groupement des cliniques privées de Midi-Pyrénées
- l’Établissement français du sang
- le réseau thématique de recherche et de soins
- la recherche publique Inserm, CNRS
- les hôpitaux publics
- le CHU de Toulouse
- l’université Paul-Sabatier